# 巴勒赫碼頭站
巴勒赫碼頭站（英語：Balloch Pier railway station）是一個位於蘇格蘭西敦巴頓郡巴勒赫的鐵路站，於1986年9月28日停用。車站是接駁旅客前往乘搭蒸汽船湖中少女號，但該船在1981年停運，1984年的鐵路重組中決定把車站關閉。
車站已經拆除，現址為一個停車場。
| 前一站       | 路線                     | 下一站 |
| ------------ | ------------------------ | ------ |
| 巴勒赫中央站 | 加里東和敦巴頓郡交匯鐵路 | 終點站 |